# Korppolaismäki
Korppolaismäki est une colline et un quartier de Turku en Finlande.

## Description
Le quartier VIII est situé au sud du centre-ville et sur la rive orientale de l'embouchure du fleuve Aura.
Le sommet de la colinne culmine à 37 mètres d'altitude.

## Galerie

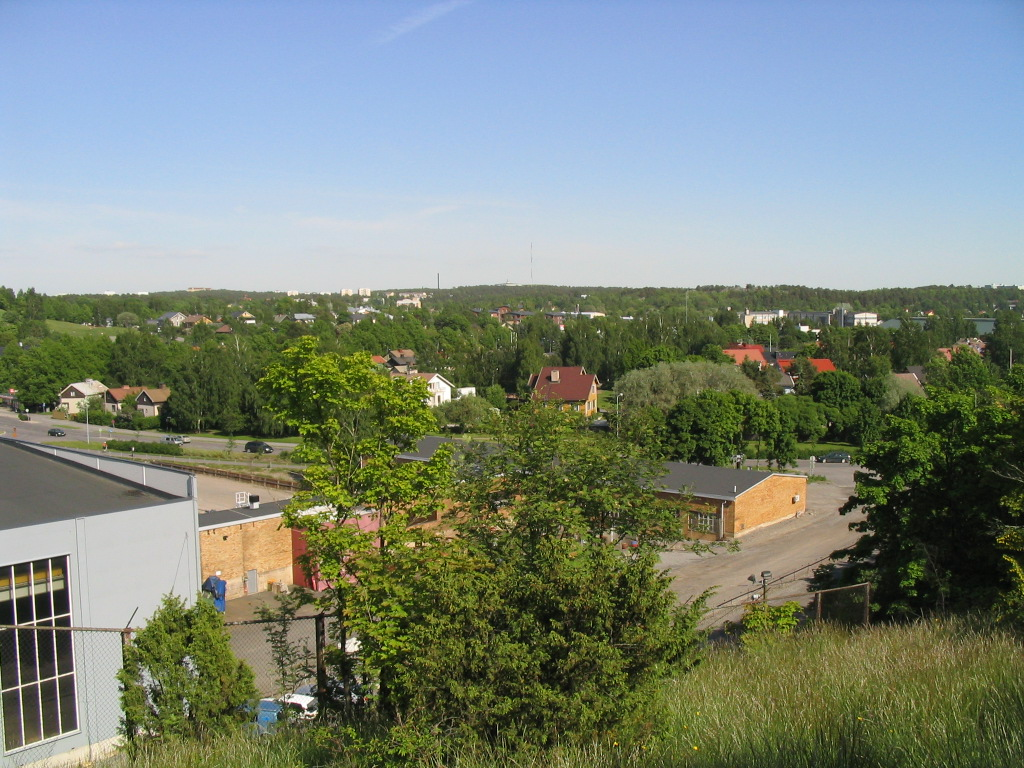
Vue du sommet de Korppolaismäki.
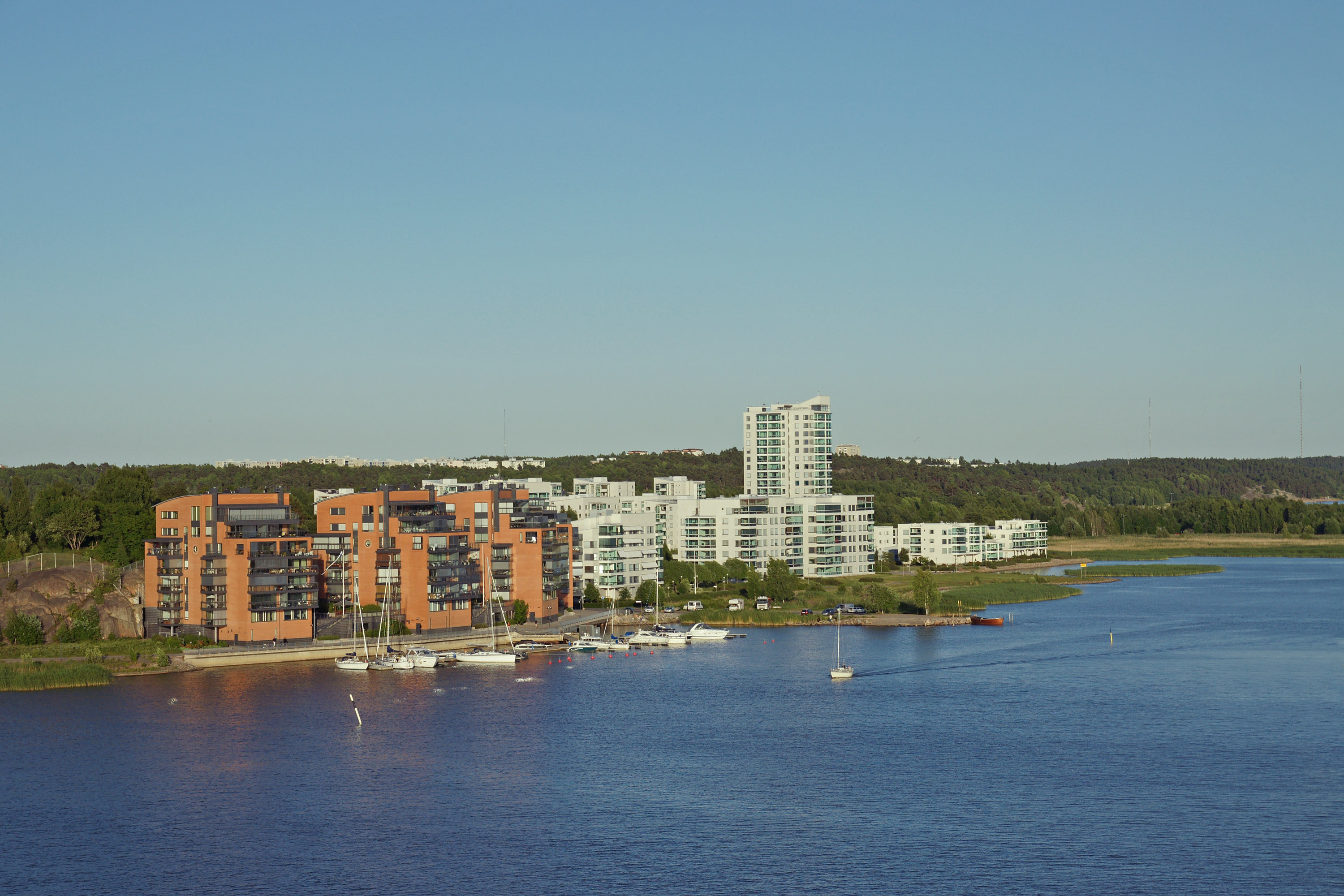
Les immeubles rouges appartiennent a Korppolaismäki.
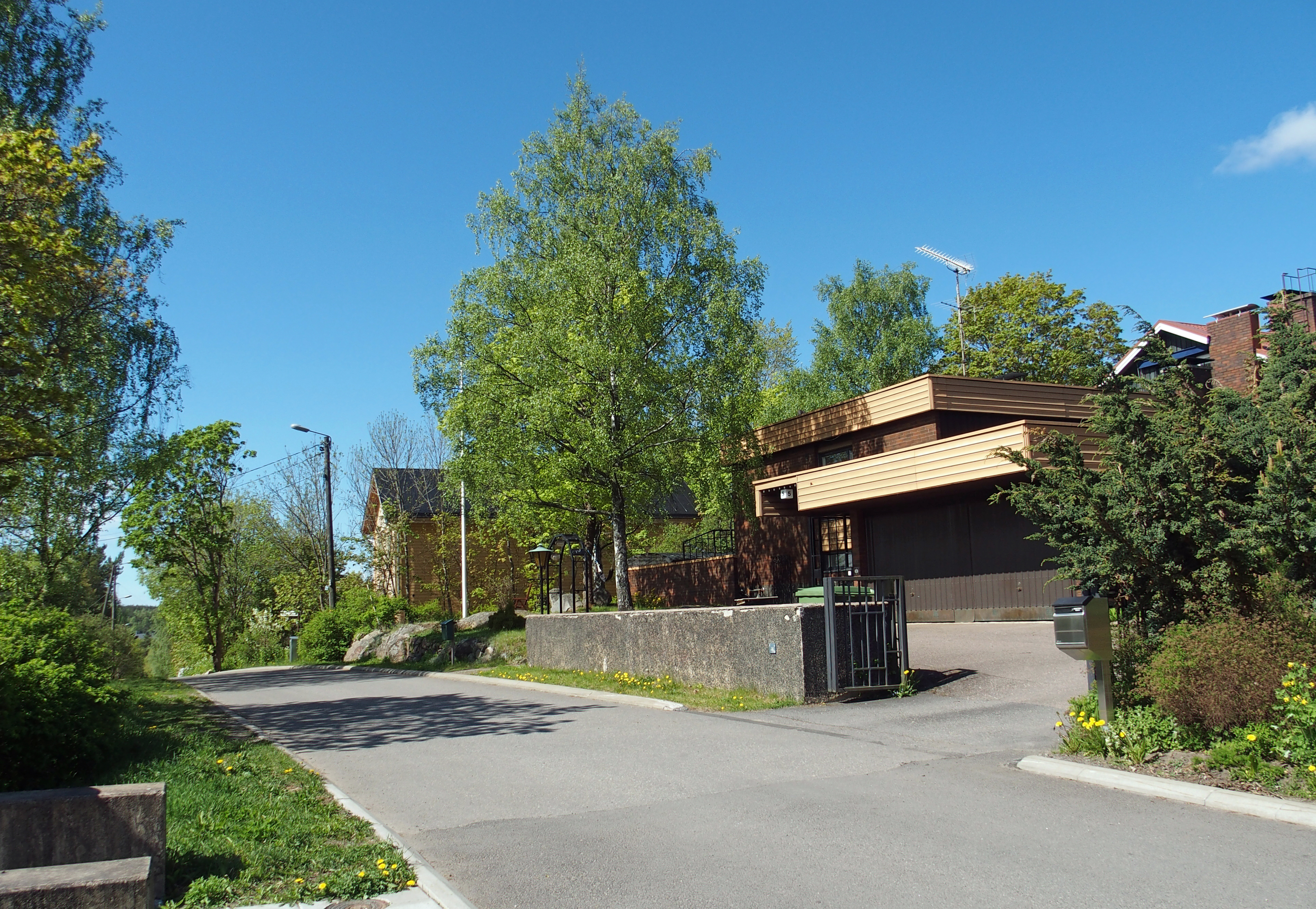
Maisons au sommet de Korppolaismäki, rue Maununtyttärenkatu.